# Xavier McDaniel
Xavier Maurice McDaniel (* 4. Juni 1963 in Columbia, South Carolina) ist ein ehemaliger US-amerikanischer Basketballspieler.

## Karriere
McDaniel galt am College als Star. In seinem letzten Collegejahr für die Wichita State Shockers erzielte er 27,4 Punkte und 15,0 Rebounds im Schnitt, womit er die Collegeliga NCAA in beiden Kategorien anführte. Beim anschließenden NBA-Draft 1985 wurde er von den Seattle SuperSonics an vierter Stelle ausgewählt. Er erzielte 17,1 Punkte und 8,0 Rebounds im Schnitt und wurde hinter Patrick Ewing Zweiter bei der Wahl zum Rookie of the Year. Im Jahr darauf steigerte McDaniel seinen Schnitt auf 23,0 Punkte im Schnitt und erreichte mit den Sonics das Western-Conference-Finale. 1988 wurde er erstmals in das NBA All-Star Game eingeladen. In der Saison 1988–89 kam McDaniel von den Bank und startete in 10 seiner 82 Spiele, erzielte jedoch 20,5 Punkte im Schnitt. Während der Saison 1990–91 wurde er zu den Phoenix Suns transferiert, die er jedoch zum Saisonende wieder verließ und zu den New York Knicks weitergereicht wurde. Bei den Knicks passte McDaniels physischer Spielstil zu der harten, defensiven Spielweise, die Trainer Pat Riley um Patrick Ewing installierte. Mit New York erreichte McDaniel 1992 das Eastern-Conference-Finale, wo man den Chicago Bulls unterlag. Er verließ jedoch New York und spielte drei Jahre für die Boston Celtics, wo er nur noch als Rollenspieler zum Einsatz kam. Nach einem kurzen Gastspiel in Griechenland, für Iraklis Thessaloniki, kehrte er 1996 in die NBA zurück und spielte zwei Jahre für die New Jersey Nets. 1998 verkündete er seinen Rücktritt. Während seiner Karriere erzielte McDaniel 15,6 Punkte, 6,1 Rebounds 2,0 Assists im Schnitt.

## Auszeichnungen
- 1× NBA All-Star: 1988
- NBA All-Rookie First Team 1986